# عبد الرحمن الدهام
عبد الرحمن الدهام (1944م - ) حكم كرة قدم دولي سعودي سابق. من مواليد مدينة الرياض عام 1363هـ، شغل منصب أمين عام الاتحاد السعودي لكرة القدم، ورئيس لجنة الحكام من عام 1974م إلى عام 1991م. وقد حكّم في أول دورة من كأس الخليج 1970، وأدار مباراة منتخب الكويت لكرة القدم ومنتخب قطر لكرة القدم، كما حكّم في كأس الخليج 1976، وأدار مباراة منتخب العراق لكرة القدم ومنتخب عمان لكرة القدم في تاريخ 27 مارس 1976.

## نشأته
ولد عبد الرحمن الدهام بتاريخ 1 رجب 1363هـ، وأكمل تعليمه العام بالمملكة حيث حصل على كفاءة معهد المعلمين عام 1380هـ والتحق بالعمل الحكومي بتاريخ 14 ربيع الآخر 1381هـ.

## حياته العملية
- بدأ حياته العملية مدرساً ثم إدارياً في وزارة المعارف.
- تولى الكثير من المهام الإدارية والفنية في المجال الرياضي والشباب في وزارة المعارف (وزارة التعليم حاليا)، وزارة العمل والشئون الاجتماعية (وزارة الموارد البشرية والتنمية الاجتماعية حاليا)، الرئاسة العامة لرعاية الشباب (وزارة الرياضة حاليا).
- شارك في العديد من اللجان والاتحادات والمجالس الرياضية الشبابية ومن أبرزها:
- عضوية الاتحاد العربي السعودي لكرة اليد لمدة أربع سنوات.
- عضوية الاتحاد العربي السعودي لكرة القدم لمدة سبعة وعشرين عاماً.
- عضوية لجنة الحكام العرب لكرة القدم لمدة سبعة عشر عاماً.
- عضوية لجنة الحكام الآسيوية لمدة عشرين عاماً.
- عضوية جميع لجان الاتحاد العربي السعودي لكرة القدم بصفته أمين عام الاتحاد.
- عضوية اللجنة التنظيمية لكرة القدم لدول مجلس التعاون لدول الخليج العربية منذ تأسيسها حتى عام 1423ه.
- عين مديراً عاماً للمكتب الرئيس لرعاية الشباب لمدة تسعة وعشرين عاماً.
- عين رئيساً للجنة الحكام الرئيسية لكرة القدم لمدة سبعة عشر عاماً.[5]
- عين أميناً عاماً للاتحاد العربي السعودي لكرة القدم لمدة سبعة وعشرين عاماً.[6]
- عين مراقباً إدارياً في الاتحاد العربي لكرة القدم لمدة سبعة عشر عاماً.
- عين مراقباً إدارياً في الاتحاد الآسيوي لكرة القدم لمدة عشرين عاماً.
- عمل محاضراً في قانون كرة القدم بالاتحاد الآسيوي لكرة القدم لمدة عشرين عاماً.
- ساهم في تأسيس لجنة الاحتراف بالاتحاد العربي السعودي وعين عضواً فيها منذ تأسيسها وحتى تاريخ إحالته للتقاعد في عام 1423ه.
- عاصر جميع دورات الخليج العربي لكرة القدم منذ انطلاقها وحتى الدورة التي أقيمت في قطر عام 2004م.
- شارك رئيساً وعضواً في العديد من الوفود الرسمية الرياضية على المستوى الداخلي والخليجي والعربي والآسيوي والدولي في مجال كرة القدم.[7]

## أوسمة
حاز على الكثير من الأوسمة وشهادات الشكر والتقدير ومن أهمها:
- وسام الاستحقاق من الدرجة الثانية بأمر خادم الحرمين الشريفين الملك فهد بن عبد العزيز.
- وسام الاستحقاق من الدرجة الأولى بأمر خادم الحرمين الشريفين.
- وسام تقدير من وزير العمل والشئون الاجتماعية عام 1388هـ لمشاركته في تطوير النشاط الرياضي والتحكيم لكرة القدم.
- وسام تقدير من الرئاسة العامة لرعاية الشباب.
- وسام الأمير فيصل بن فهد بن عبد العزيز من الدرجة الأولى من الاتحاد السعودي لكرة اليد.
- شهادة تقدير من المؤسسة العامة للشباب والرياضة بمملكة البحرين عام 1998م لمساهماته في دورات الخليج العربي لكرة القدم كإداري وحكم منذ انطلاقتها.
- جائزة المفتاحة للرياضة من لجنة التنشيط السياحي بعسير عام 1422هـ.
- سجل له التاريخ الرياضي بالمملكة إنجازاته وخدماته في سجل الرواد الذين خدموا الرياضة والشباب بالمملكة العربية السعودية.
- تقديراً لجهوده فقد تم تكريمه من قبل صاحب السمو الملكي الأمير سلطان بن فهد بن عبد العزيز الرئيس العام لرعاية الشباب ومنحه وسام الرئاسة العامة لرعاية الشباب وفاء وعرفاناً وشكراً لجهوده المباركة في خدمة الشباب وتطوير الحركة الرياضية بالمملكة العربية السعودية وذلك في حفل تكريم رواد الحركة الرياضية الذي أقامته رعاية الشباب في صيف 1426هـ.
- كُرم في كأس الخليج العربي 22 عام 2014م، لإسهامه في الرياضة السعودية وحضوره في دورات الخليج.[8]